# Mestocharella
Mestocharella is een geslacht van vliesvleugeligen uit de familie Eulophidae. De wetenschappelijke naam van dit geslacht is voor het eerst geldig gepubliceerd in 1913 door Girault.

## Soorten
Het geslacht Mestocharella omvat de volgende soorten:
- Mestocharella camerounensis Risbec, 1955
- Mestocharella congoensis Risbec, 1957
- Mestocharella costulata Kamijo, 1994
- Mestocharella deltoids Khan, Agnihotri & Sushil, 2005
- Mestocharella feralis Girault, 1913
- Mestocharella formosana Kamijo, 1994
- Mestocharella indica Jaikishan Singh & Khan, 1995
- Mestocharella javensis Gahan, 1922
- Mestocharella kumatai Kamijo, 1994
- Mestocharella latistriata Kamijo, 1994
- Mestocharella rhois Kamijo, 1994
- Mestocharella tenuicornis Kamijo, 1994